# Comuna Albota, Argeș
Albota este o comună în județul Argeș, Muntenia, România, formată din satele Albota (reședința), Cerbu, Frătești, Gura Văii și Mareș.

## Așezare
Comuna se află în zona centrală a județului, la contactul între Câmpia Piteștilor și Podișul Cotmeana (ambele subdiviziuni ale Podișului Getic), pe malurile râului Teleorman (acolo unde acesta primește apele afluentului Albota) între zona de unde izvorăsc râurile Dâmbovnic și Neajlov și culmile ce marchează limita bazinului hidrografic al râului Cotmeana. Este străbătută de șoseaua națională DN65, care leagă Piteștiul de Slatina. Lângă satul Corbu, din acest drum se ramifică șoseaua județeană DN65A, care duce spre sud la Roșiorii de Vede. Tot la Corbu, din DN73 se ramifică și șoseaua județeană DJ703A, care duce spre nord la Poiana Lacului (unde se intersectează cu DN67B), Cocu și Cotmeana (unde se termină în DN7).

## Demografie
Componența etnică a comunei Albota
     Români (89,99%)
     Alte etnii (0,07%)
     Necunoscută (9,93%)
Componența confesională a comunei Albota
     Ortodocși (89,03%)
     Alte religii (0,5%)
     Necunoscută (10,48%)
Conform recensământului efectuat în 2021, populația comunei Albota se ridică la 4.037 de locuitori, în creștere față de recensământul anterior din 2011, când fuseseră înregistrați 3.842 de locuitori. Majoritatea locuitorilor sunt români (89,99%), iar pentru 9,93% nu se cunoaște apartenența etnică. Din punct de vedere confesional, majoritatea locuitorilor sunt ortodocși (89,03%), iar pentru 10,48% nu se cunoaște apartenența confesională.

## Politică și administrație
Comuna Albota este administrată de un primar și un consiliu local compus din 13 consilieri. Primarul, Ion Dumitru[*], de la Partidul Social Democrat, este în funcție din 1996. Începând cu alegerile locale din 2024, consiliul local are următoarea componență pe partide politice:
|  | Partid                    | Consilieri | Componența Consiliului | Componența Consiliului | Componența Consiliului | Componența Consiliului | Componența Consiliului | Componența Consiliului | Componența Consiliului | Componența Consiliului |
|  | ------------------------- | ---------- | ---------------------- | ---------------------- | ---------------------- | ---------------------- | ---------------------- | ---------------------- | ---------------------- | ---------------------- |
|  | Partidul Social Democrat  | 8          |                        |                        |                        |                        |                        |                        |                        |                        |
|  | Partidul Național Liberal | 4          |                        |                        |                        |                        |                        |                        |                        |                        |
|  | Uniunea Salvați România   | 1          |                        |                        |                        |                        |                        |                        |                        |                        |

## Istorie
La sfârșitul secolului al XIX-lea, comuna făcea parte din plasa Pitești a județului Argeș și era formată din satele Morlevești, Moșneni-Albotești și Albota de Sus, având în total 500 de locuitori. Comuna avea două biserici și o școală rurală. La acea vreme, pe teritoriul actual al comunei mai funcționau în aceeași plasă și comunele Cerbu și Mareș. Prima cu satele Arnota și Cerbu, având în total 478 de locuitori, o biserică și o școală rurală. Cea de a doua era formată din satele Frătești, Grădiștea și Mareș, având împreună 922 de locuitori, două biserici (una de piatră la Grădiștea și una de lemn la Mareș), și o școală primară.
Anuarul Socec din 1925 consemnează comunele în plasa Cotmeana a aceluiași județ. Comuna Albota avea 1118 locuitori în satele Albota de Jos, Albota de Sus și Moșteni; comuna Cerbu avea aceeași alcătuire și o populație de 732 de locuitori; iar în comuna Mareșu trăiau 1152 de locuitori în satele Grădiștea, Toncești și Mareș și în cătunul Frătești. În 1931, comunele Cerbu și Mareș au fost desființate, satele lor trecând la comuna Albota, formată acum din satele Albota de Jos, Albota de Sus, Arnota, Cerbu, Grădiștea, Mareș și Toncești.
În 1950, comuna Albota a fost transferată raionului Pitești din regiunea Argeș. În 1968, ea a revenit la județul Argeș, reînființat. Tot atunci, satele Albota de Jos și Albota de Sus au fost comasate, formând satul Albota.

## Monumente istorice
În comuna Albota se află o cruce de piatră datând din 1704, considerată monument istoric memorial sau funerar de interes național, aflată în curtea bisericii din fostul sat Moșteni, având Cod: AG-IV-m-A-13975. În rest, un singur alt monument din comună este inclus în lista monumentelor istorice din județul Argeș ca monument de interes local, clasificat ca monument de arhitectură: biserica „Adormirea Maicii Domnului” (1800) din Albota cu Cod: AG-II-m-B-13466.

## Economia
În trecutul îndepărtat, suprafața de teren pe care se află astăzi Albota  a aparținut fraților Lumotă și Cernat, apoi mănăstirii Tutana.
Se cunoaște că în anul 1882, Albota de Jos se numea Morlovești, pământurile fiind lucrate în special de  iobagi, pe când  Albota de Sus, numită până azi Moșteni, era locuită de oameni liberi, numiți moșneni.
Numele satului Mareș provine de la Dinu și Alecu Marieșanu, 2 frați bogați, care  dețineau pământurile respective.
Satul Cerbu a cunoscut din vechime  moșieri însemnați din familia Nicolescu.
Principala activitate a sătenilor era agricultura, motiv pentru care nevoia de pământ era constantă. P.72 Împroprietăriri decise de statul român au avut loc  în anii: 1864 pentru clăcași cu despăgubiri aduse moșierilor și în anul 1922 când țăranii au plătit loturilor primite de la stat.
După cel de-al Doilea Război Mondial și desființarea proprietății țăranului român, înlocuită cu înființarea C.A.P.-urilor, cele 2 ferme zootehnice ale C.A.P.-urilor Albota și Mareș aveau în total 1200 capete de vaci de lapte și juninci.
Cu toate că producția a crescut ca urmare ai mijloacelor mecanizate, situația materială a țăranilor a scăzut, produsele fiind vândute  ieftin în străinătate, în timp ce ei erau prost plătiți.
Un eveniment important pentru comunitate a fost înființarea în anul 1970 a Stațiunii de Cercetări Agricole Albota cu scopul de a elabora tehnologii specifice de cultură pentru cerealele și plantele tehnice în condiții de soluri acide, grele și crearea de genotipuri tolerante la aceste situații.
A fost preferată comuna Albota deoarece solul de aici este printre cele mai sărace din țară având o fertilitate naturală dintre cele mai scăzute. Ca urmare a cercetărilor întreprinse aici, au fost create soiurile de grâu Albota și Trivale. Stațiunea a beneficiat de 873 ha de teren arabil împreună cu tot sectorul zootehnic primite încă de la înființare de la Institutul Național de Cercetare-Dezvoltare. pentru Biotehnologii în Horticultură Ștefănești. Ca urmare a retrocedărilor inițiate în anul  1991, suprafața s-a diminuat ajungând la 341 ha, iar ferma a fost desființată.
În toată România, țăranii și-au primit pământurile înapoi ca urmare a Revoluției din anul 1989 dar  nu aveau posibilitatea materială de a le munci. Procurarea de  utilaje agricole s-a făcut dificil, micii întreprinzători fiind surmontați după anul 2005 de societăți comerciale pentru prestări servicii în agricultură. Comuna avea în anul 2006: 25 de tractoare, 25 de pluguri, 18 semănători, 22 de discuri, 12 combine și 10 remorci.
De-a lungul timpului, Viața de zi cu zi a necesitat și prezența micilor meseriași care au moștenit ocupația din tată în fiu: fierărie, cizmărie, tâmplărie, dogărie, simigerie. Acum nu se mai  practică aceste meserii, dar se păstrează  nume de familie care aduc aminte de vechile ocupații: Fieraru, Cizmaru, Tâmplaru etc. În etapa 1950-1955, înainte de apariția magazinelor sătești, unii dintre alboteni au practicat mica negustorie cumpărând obiecte de strictă necesitate pe care le  vindeau în comunele mai îndepărtate. În anul 2006 aceste magazine au fost concesionate,  locul lor fiind luat de  magazine moderne particulare. Pe șoseaua națională care străbate comuna, au  fost construite restaurante și unități de cazare.

## Învățământul
Anul 1839 este anul care atestă existența învățământului primar în Albota (15 august), Mareș (20 mai), Cerbu (4 mai). Condițiile erau precare, elevii învățau în localuri din  nuiele sau bârne. Ca urmare a Legii instrucțiunii publice din anul 1864 care a instituit învățământul obligatoriu și gratuit, s-au construit școli noi în locul celor construite din 1839. Toate aveau 2 săli de clasă despărțite de un hol și o cancelarie.
Pentru că numărul elevilor a crescut constant,  în anul 1960 a fost ridicată altă școală cu 4 săli de clasă, birou pentru director, cancelarie și o sală pentru material didactic.  Următoarea școală a fost inaugurată în anul 1972, noutatea fiind  sala de gimnastică. Ea avea 8 săli de clasă și era alăturată de cea veche.

## Spiritualitatea
Care a fost prima biserică construită în comună nu se cunoaște, dar așezarea umană a fost  atestată printr-un hrisov comun, emis la aceeași dată și pentru Mănăstirea Tutana: 1 aprilie 1497. Mai târziu, la  2 iunie 1621, domnitorul Radu Mihnea a subordonat Mănăstirea Tutana a cărei principală moșie era Albota, Sfintei Mănăstiri Radu Vodă  din București.
Există documente certe despre cinci lăcașuri de cult ortodoxe în comuna Albota:
- biserica din satul Albota de Jos (Morlovani, ulterior Morlovești), despre care istoricul Nicolae Iorga afirma că a fost construită în secolul al-XVII-lea.
- biserica din satul Mareș, acum monument istoric, a fost ctitorită de  Alecu și Dinu Merișanu fiind construită din zid în anul 1793. Are hramul Adormirea Maicii Domnului (v. Monumente istorice). 
-biserica din satul Cerbu cu hramul  Cuvioasa Paraschiva, a fost construită în anul 1878,  pe locul altei biserici de lemn veche de câțiva zeci de ani. 
- biserica din Grădiște-Mareș a fost ridicată din zid și sfințită în anul 1883 cu hramul Cuvioasa Paraschiva .
- biserica din Moșteni,  pe locul unei biserici de lemn în anul 1903 a avut și ea hramul Cuvioasa Paraschiva.

## Viața cultural-artistică
Albota a avut în perioada comunistă două cămine culturale, unul  în centrul comunei, iar altul în Cerbu. Cu sprijinul cadrelor didactice au fost organizate grupuri vocale, coruri mixte, formații de teatru, grupuri satirice.p.111 Viața culturală s-a diversificat după anul 1972 când și-a început activitatea Societatea Culturală Albota care a făcut posibilă apariția Universității cultural-științifice cu activități pe diverse teme. În același cadru  existau spații dedicate pentru dans, scenă, bibliotecă, tv. color ș.a.
După schimbările politice din anul 1990, căminul a fost concesionat (2005) cu obligația realizării unor reparații și investiții. După renovare, a luat ființă Club Ando care dispunea de  mese biliard, mese tenis, sală pentru discotecă, cabină pentru muzică, ecran în aer liber, mijloace video.

## Cultura populară

### Costumul
Nu are un specific strict local. El aparține portului unei zone etnofolclorice cuprinse pe o suprafață de zeci de km în jurul orașului Pitești. Femeile au cusut nu doar costume naționale cu care se îmbrăcau în zile de sărbătoare, dar și alte obiecte cu care împodobeau camerele: prosoape, perne, batiste, macaturi, tablouri.
Costumele bărbătești erau folosite doar în zilele de sărbători religioase: Crăciun, Paște, ori  la ocazii speciale: nunți, hora satului sau în vizite. 
Costumul bărbătesc era alcătuit din: pantaloni albi din dimie, cămașă cu poale din pânză pe care gospodinele o țeseau în război, bete țesute cu decorațiuni, care se puneau peste cămașă ca cingătoare, vestă neagră din postav, căciulă neagră din blană de miel (sau pălărie neagră vara), iar în picioare se purtau opinci sau bocanci. Modelele cusute pe mâneci, piepți și poalele cămășilor erau lucrate pe puncte speciale cusăturilor tradiționale românești, numite muște, sau cu șiruri de mărgele.
Pentru toate aceste modele se foloseau cel mai adesea combinații de roșu și negru.
Costumele folosite de către femei în aceleași situații ca și bărbații erau alcătuite din: ie de pânză țesută în război și apoi cusută, vestă din catifea și uneori din postav de culoare neagră, cusută cu mărgele sau fluturi, poale din pânză de bumbac, cusute cu flori pe ambele părți, marama care se purta pe cap, la gât aveau o salbă cu cocoșei ( monede din aur), sau argint, iar în picioare au folosit opinci, apoi pantofi negri cu toc jos și cu baretă peste picior.  
De regulă, copiii purtau costume populare când mergeau la școală. 

### Tradiții și obiceiuri
În zona comunei Albota, au existat numeroase obiceiuri legate de momentele importante din viața omului, sărbătorile religioase sau chiar fenomene naturale. Majoritatea s-au pierdut pe măsura migrării tinerilor în zonele urbane ori în străinătate, dar și ca urmare a evoluției societății.

#### Colindul
În ajunul Crăciunului (seara zilei de 24 decembrie) are loc un  obicei păstrat neschimbat, numit colind. Copiii se adună în două grupuri, unul în Moșteni, altul în Morlovani. Fiecare grup se oprește la o gospodărie, unde îi așteaptă alți gospodari veniți de la 30-40 de case, având coșurile pline cu covrigi, nuci, mere, biscuiți, bomboane ș.a. Copiii cântă în curtea gospodarului un colind cunoscut de toți cei prezenți, apoi ies pe rând și primesc darurile de la  oamenii care stau în afara curții pe un rând cu coșurile pline și lumânări aprinse.
După plecarea colindătorilor, gospodarii servesc băuturi specifice sezonului rece: vin fiert și țuică fiartă. Femeile servesc ceai cald.
Celelalte obiceiuri de iarnă la care participă copii în grupuri mici, de câte 2-3 sunt: bradul, sorcova, plugușorul, capra și au loc de Anul Nou.

#### Obiceiurile de nuntă
- Împletitul este obiceiul prin care viitorii miri împreună cu părinții își fac vizite reciproc  pentru a cere mireasa de soție și a stabili detaliile privind organizarea nunții. Tot cu aceste ocazii, cele două familii se pun de acord cu privire la doleanțele materiale ale ambelor părți.
      - Chematul este obiceiul prin care reprezentanți tineri din ambele familii se deplasează pe la casele oamenilor, cu o ploscă împodobită cu o batistă aleasă de fată, câteodată cusută de ea, în care se află țuică. Cu această ocazie, se fac invitații la nunta care va avea loc.
    - Beteala, florile de nuntă și podoabele pentru bradul de nuntă se împodobesc în joia din săptămâna evenimentului, când fetele și flăcăii merg la casa miresei într-o atmosferă foarte veselă.
   - Fedeleșul are loc sâmbătă seara, și este un prilej de distracție pentru tinerii care dansează până noaptea, târziu.
     - Împodobirea bradului are loc duminică dimineața în casa băiatului. Aici, prietenii celor doi miri, realizează podoabe din hârtie creponată, hârtie colorată, staniolată și beteală care sunt așezate pe ramurile unui brad de vreo 2 m înălțime. Pe brad se mai leagă și o batistă frumos cusută și se agață un măr. Bradul odată împodobit, este semnal pentru veselie. Tinerii joacă hora mare inclusiv un prieten din partea ginerelui poartă bradul și joacă alături de ceilalți.  După ce se vine de la cununie, bradul se înfige pe acoperișul casei, în semn de viață lungă, băiatului care a purtat bradul îi revine batista, iar mărul se împarte între viitorii soți.
      - Udatul se desfășoară în ziua nunții, după ce s-a jucat hora mare. Un băiat și o fată poartă vadra, adică un vas din lemn cu două urechi găurite prin care se introduce prosopul cusut cu motive țărănești. Tinerii, chiuind însoțiți fiind de lăutari, merg la una din fântânile satului. Mirele, scoate apa din fântână și umple vadra iar mireasa varsă de mai multe ori apa în semn de an rodnic pentru agricultură, după care, cu un buchet de busuioc, stropește în cele 4 părți, sub semnul crucii pe cei prezenți. După încă o horă, se merge acasă la ginere, unde urmează alte 2 obiceiuri: încălțatul miresei cu pantofii luați de ginere și bărbieritul ginerelui, operațiune făcută de un prieten al acestuia. Tinerii mănâncă o ciorbă tradițională, care se numește ciorbă de bureți și este preparată din organele interne ale unui animal sacrificat special pentru această ocazie, după care  pleacă spre casele lor și revin după ora amiezii, alături de oamenii satului, când are loc nunta.
       - Nunta. Pentru săvârșirea tainei cununiei se merge la biserică după care nașii împreună cu mirii și alte rude apropiate se întorc  acasă pentru a lua darurile de nuntă, apoi ies în curte ca să participe la o horă mare numită nuneasca la care iau parte toate rudele apropiate ale mirilor. Socrii mari și socrii mici oferă daruri de nuntă și își fac, de asemenea reciproc, daruri constând în prosoape cusute, cămăși și ii cusute cu motive țărănești, obiecte de îmbrăcăminte și încălțăminte.
       - Masa nunții. Evenimentul central are loc  seara, când, în sunetul muzicii,  nuntașii se adună la masa frumos împodobită și plină cu mâncăruri speciale. La plecare, invitații oferă daruri în obiecte și bani tinerilor căsătoriți. În  ultimii zeci de ani, obiceiurile de nuntă s-au pierdut în mare parte. De exemplu, chematul cu plosca a fost înlocuit cu  invitațiile scrise, obiectelor țesute și cusute de către femei pentru a fi oferite cadou le-au luat locul produse cumpărate din comerț, iar distracția invitaților nu se mai prelungește, uneori până marți.

#### Ursitorile
În credința populară, viitorul copilului putea fi prezis de către ființe imaginare, numite ursitoare. Ele erau așteptate la câteva nopți după nașterea copilului. Pentru un viitor bun al nou-născutului, părinții puneau pe o masă, mai multe obiecte considerate a fi aducătoare de noroc: pâine, sare, zahăr, orez, făină, o sticlă cu țuică, o sticlă cu vin, o carte, un caiet, creioane, bani. Ziua următoare,  veneau câteva femei numite  moașe, alese dintre rude sau prieteni, care aveau rolul de a întări prin vorbe norocul și viața bună pe care urma să le aibă copilul. După aceea, se organiza o mică petrecere. 

#### Cumetria sau tăiatul moțului
Cumetria sau tăiatul moțului, este un obicei specific  băieților care nu sunt tunși în primii 2, 3 ani de viață ci în cadrul unei petreceri speciale.

#### Strigatul fetelor
Obiceiul acesta se practica  de către băieți la trecerea dintre ultima zi de dulce și începutul postului.  Ei, separați în două grupuri, se urcau pe câte un deal de unde primul grup  adresa celuilalt întrebări despre  fetele din sat. În felul acesta, erau lăudate  cele mai harnice și mai bogate fete, în timp ce fetele leneșe, care nu știau să joace la hora satului sau care se purtau urât erau  criticate.

#### Paparudele
Verile secetoase au condus la apariția unui alt obicei, numit paparude. Protagoniștii erau  copii care plecau prin sat, iar unul dintre ei era paparuda care se  îmbrăca în plante cu frunze dese, numite bozii. Copiii intrau în curți și invocau ploaia printr-un text special creat. Paparuda, se învârtea în mijlocul cercului format din copii și se lăsa stropit cu apă din  găleațile pline aduse de gospodine. La sfârșit, într-o veselie generală, gazdele îi serveau pe toți participanții cu dulciuri.

#### Mucenicii
Pe data de 9 martie a fiecărui an, când, în calendarul ortodox se sărbătoresc Cei 40 de mucenici din Sevastia, în comuna Albota aveau loc mai multe obiceiuri: aprinderea focurilor și săritul peste ele, pomenirea morților la biserică,  prima brazdă de plug, se curățau curțile, grădinile și livezile, se scoteau stupii, se afumau oamenii, casele și tot ce se afla curți în semn de alungare a duhurilor rele și se pregăteau mucenici (covrigei în apă cu sirop de zahăr sau miere, în care se adaugă nucă, scorțișoară și vanilie), aceasta fiind un obicei care s-a păstrat.  

#### Sântoaderul
În ziua următoare Mucenicilor, 10 martie, se respecta cu strictețe  Sântoaderul, personaj al mitologiei românești. Se practicau: spălarea părului cu iarbă mare, legarea suratelor (femei care legau o prietenie strânsă), legarea fraților de cruce (bărbați uniți prin relații puternice de prietenie), pomenirea morților.

#### Mărțișorul
La trecerea dintre iarnă și primăvară, se respectă și astăzi Mărțișorul. În practică,  mărțișorul este un șnur bicolor, alb și roșu care simbolizează sănătate, belșug și frumusețe și de care sunt atașate mici obiecte ce simbolizează dorințe personalizate, oferite femeilor și fetelor de către  bărbați și copii.

#### Dochia
Un personaj mitologic românesc care reprezenta timpul îmbătrânit al anului trecut, sărbătorit tot pe 1 martie, era Baba Dochia. 
În credința populară,  Baba Dochia trebuia să urce primăvara în munți pentru a muri. Drumul ei dura 9 zile, între 1-9 martie, perioadă care se numește și astăzi, zilele babelor pentru că s-a păstrat un mic obicei care constă pentru fiecare persoană, în alegerea înainte de 1 martie a unei zile din intervalul 1-9 ale lunii. Fiecare persoană speră ca ziua preferată să fie însorită, caz în care dorințele i se vor îndeplini.

#### Ziua cucului
Cucul simboliza primăvara definitivă pentru că  sosește în luna martie din țările calde și începe să cânte în jur de 25 martie ( Buna Vestire) până după  24 iunie (Sânziene), timp în care se credea că trebuie să mănânci dimineața pentru a nu-l auzi pe nemâncate ca să nu-ți meargă rău tot anul. În schimb, dacă ai mâncat și îl auzi cum cântă în timp ce ești la muncă,vei avea spor în toate.

#### Iordanul
Iordanul se păstrează încă și se organizează  în ajunul Bobotezei când,  în special la familiile unde există un bărbat care poartă numele Ion sosesc mai  mulți flăcăi și bărbați căsătoriți, care cântă un cântec numit iordanul, pe un text bisericesc ce amintește de Botezul Domnului. Iordănitorii primesc bani și urează gazdei sănătate și prosperitate după ce aruncă  gazda de trei ori în sus.

#### Obiceiuri de înmormântare
Aceste obiceiuri au rămas intacte. Ele cuprind: scăldatul răposatului, bărbieritul dacă a fost bărbat, privegheatul, slujba religioasă de acasă. Cortegiul plecat către cimitir, este oprit la răscruce de drumuri, în biserică are loc oficierea slujbei religioase, preotul și alte persoane rostesc cuvântări. În final au loc coborârea în mormânt și pomana cu mâncăruri și băuturi pentru cei care au condus persoana pe ultimul drum. În zilele, lunile și 7 ani următori, are loc pomenirea răposaților, la termenele stabilite după regulile bisericești. Înainte de Sf. Paști, în perioada numită   săptămâna mare, mormintele sunt curățate și tămâiate, pe ele se plantează flori și femeile bocesc la crucea celui decedat.

## Activitatea sportivă
Administrația comunei Albota a fost preocupată de diversificarea activităților sportive pentru petrecerea timpului liber și menținerea sănătății locuitorilor. În anul 1975 a fost construită o micro bază sportivă care avea în dotare teren de handbal, volei, baschet și piste aplicative. Întrecerile sportive județene unde elevii școlii Albota au obținut frecvent primele locuri au fost gimnastică artistică și sportivă, fotbal, handbal, volei, șah și orientare turistică. Pe lângă elevi, baza sportivă este folosită și de către tinerii din comună.
În perioada comunistă, Albota a avut trei terenuri de fotbal care au fost ulterior desființate din cauza retrocedărilor de terenuri. Dorința de a avea o asemenea dotare nu a fost abandonată și albotenii au construit un alt teren de fotbal prevăzut cu vestiare și dușuri pentru sportivi, cameră pentru  arbitrii și delegatul observator,  magazie de materiale și oficiu. În comună a activat și o asociație sportivă începând cu anul 2005.

## Personalități
Sanda Movilă, scriitoare, născută  Maria Ionescu (1900-1970) și-a petrecut primii ani de viață în satul Cerbu. A urmat Școala Nicopol din Pitești. A publicat atât versuri, cât și proză și a tradus din Paul Verlaine și Leconte de Lisle.
După debutul din anul 1921 cu poezia Oarba, publicată în revista Sburătorul,   i-a apărut volumul de versuri Crinii roșii (1925). Primele încercări în proză  din revista Sburătorul literar  au fost urmate de romanul intitulat Desfigurații, culegerea de nuvele Nălucile (1945) și  romanul Marele ospăț (1947).
Cuplul format din scriitorii Sanda Movilă și Felix Aderca a cultivat relații de prietenie cu nume mari din cultura noastră: Tudor Arghezi, Cezar Petrescu, Mihail Sebastian, Anton Holban, Hortensia Papadat-Bengescu  și Eugen Lovinescu.